# سینارلین
سینارلین (CinnaRelin) داروی هورمونی پلی پپتیدی است که آنالوگ هورمون GnRH می‌باشد(GnRH-A).
این دارو برای درمان کیست‌های تخمدانی در دام‌های شیرده بکار می‌رود.
این دارو توسط شرکت سیناژن در ایران به روش صنعتی تولید می‌شود.

## دسته دارویی
هورمون پپتیدی تولید مثل، آزادکننده گنادوتروپین‌ها.

## شکل دارویی
محلول آبی تزریقی

## ترکیب دارو
هرمیلی لیتر حاوی ۵ میکروگرم GnRH-A

## موارد مصرف
برای گاو ماده:
- کیست فولیکولی همراه یا بدون علائم
- پیشگیری از نارسائی‌های باروری از طریق ایجاد سریعتر تر اولین فحلی آشکار (بخصوص بعد از زایمان)
- تأخیر در تخمک گذاری
- تحلیل فولیکولی تخمدان
- افزایش میزان باروری
- نارسایی باروری با منشأ تخمدانی
- در آخرین مرحله برنامه همزمانی فحلی به همراه پروستاگلاندین اف-۲-آلفا به منظور کنترل دقیق زمان تخمک گذاری

برای مادیان:
- عدم بروز فحلی در مادیان‌های غیر سیکلیک
- تغییرات کیستیک تخمدان‌ها همراه یا بدون بروز علائم فحلی
- تحریک تخمک گذاری
- اطمینان بیشتر از تخمک گذاری و کشش توسط سیلمی
- افزایش میزان باروری در فحلی طولانی و نامنظم

برای گوسفند:
- همزمانی اوولاسیون
- تحریک عملکرد جنسی

## میزان و نحوه استفاده
این دارو به صورت عضلانی مورد استفاده قرار می‌گیرد.
دوز درمانی در گاو ۵ میلی لیتر برای درمان کیسا تخمدانی و ۲٫۵ میلی لیتر عملیات تایم بریدینگ و در مادیان ۱۰ میلی لیتر و در گوسفند ۵ میلی لیتر
زمان پرهیز از مصرف گوشت و شیر در این دارو صفر می‌باشد.

## عوارض جانبی
در اثر تجویز این دارو هیچگونه عوارض جانبی مشاهده نگردیده است.

## شرایط نگهداری
دور از نور در دمای ۸ تا ۱۵ درجه سانتیگراد نگهداری می‌شود.

## بسته‌بندی
در ویال‌های ۵ و ۱۰ میلی لیتری می‌باشد.